# Roques de l'Oan
Les Roques de l'Oan, en alguns mapes denominades, per error, Roques del Luan, són unes roques singulars del terme municipal de Monistrol de Calders, a la comarca del Moianès.
Estan situades entre el Coll de Portella, que queda a migdia de les roques, i el Forn del Peneta, que és al seu nord, en el Camí de Sant Pere Màrtir.